# Vertrag von Jaffa
Der Vertrag von Jaffa, selten Vertrag von Ramla, war ein Waffenstillstandsabkommen zwischen dem Ayyubiden-Sultan Saladin und dem englischen König Richard Löwenherz und wurde am 2. September 1192 in Ramla unterzeichnet.
Die Bedingungen waren, dass Jerusalem unter sarazenischer/muslimischer Herrschaft blieb, gleichzeitig wurden die Eroberungen Richards an der Küste Palästinas bestätigt – mit Ausnahme der Stadt Askalon, die nach Schleifung der Befestigungsanlagen an Saladin übergeben wurde. Dem Kreuzfahrer-Königreich Jerusalem verblieb somit ein Küstenstreifen von Tyrus bis Jaffa. Unbewaffnete christliche Pilger hatten nun freien Zugang nach Jerusalem. Außerdem einigten sich die beiden Herrscher auf einen dreijährigen Waffenstillstand. Richard verließ am 9. Oktober 1192 Palästina, womit der Dritte Kreuzzug beendet war.
Die Bilderhandschrift Corpus Christi um 1240 berichtet vom Friedensschluss zwischen Richard Löwenherz und Saladin. 